# Stadthaus (Coburgo)

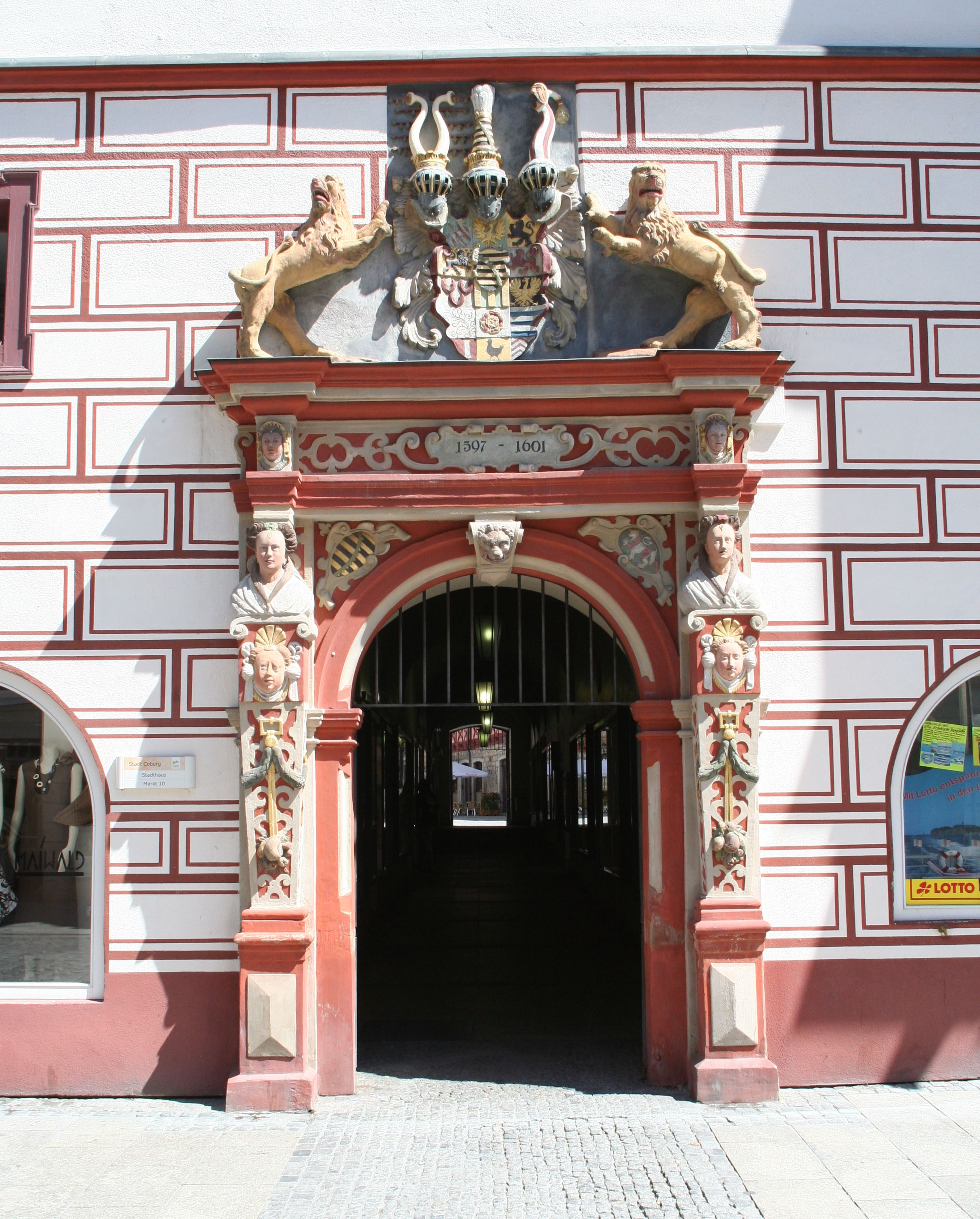
Portale d'ingresso in Spitalgasse

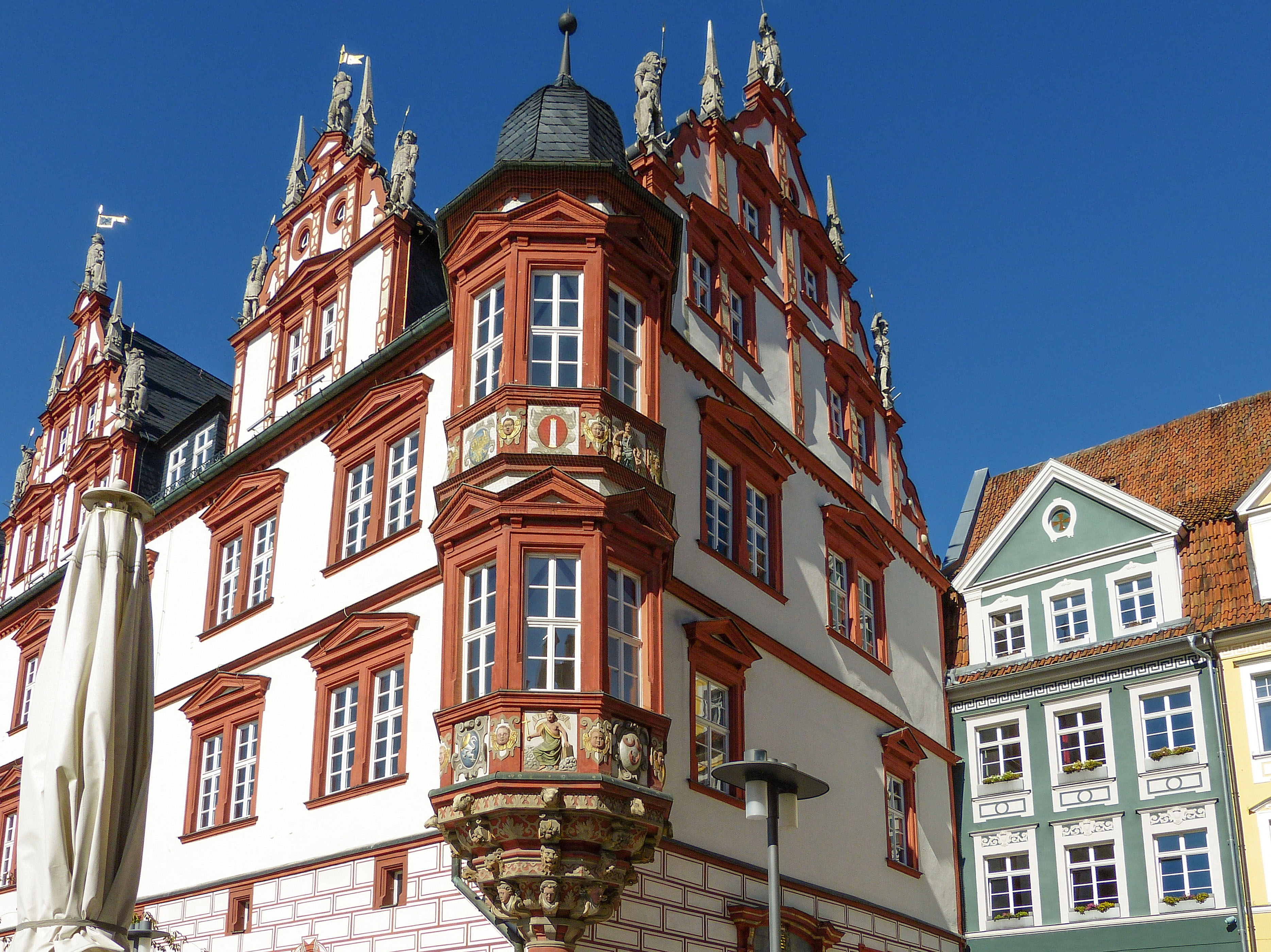
Particolare della facciata con l'Erker

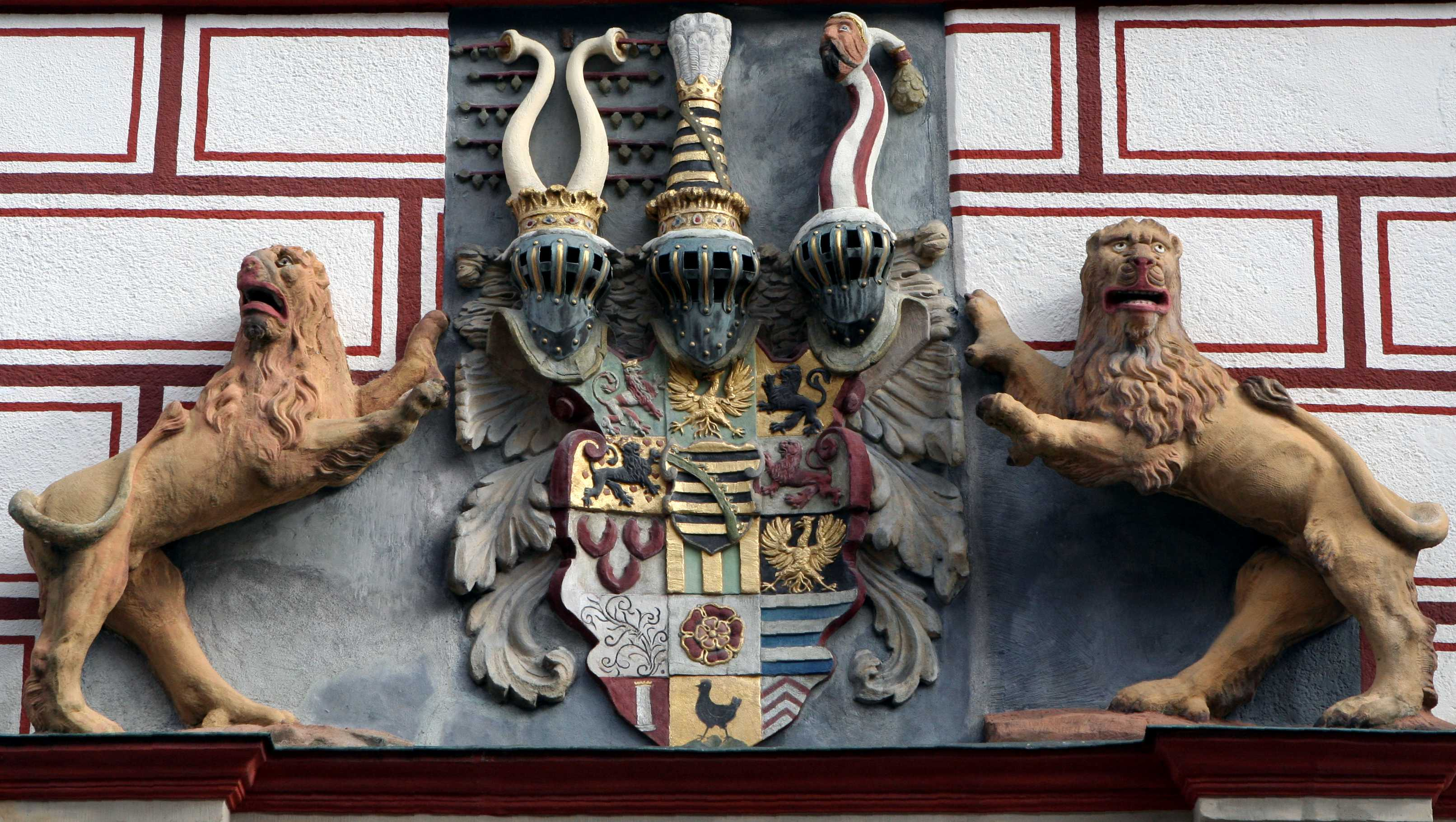
Stemma sul portale in Spitalgasse

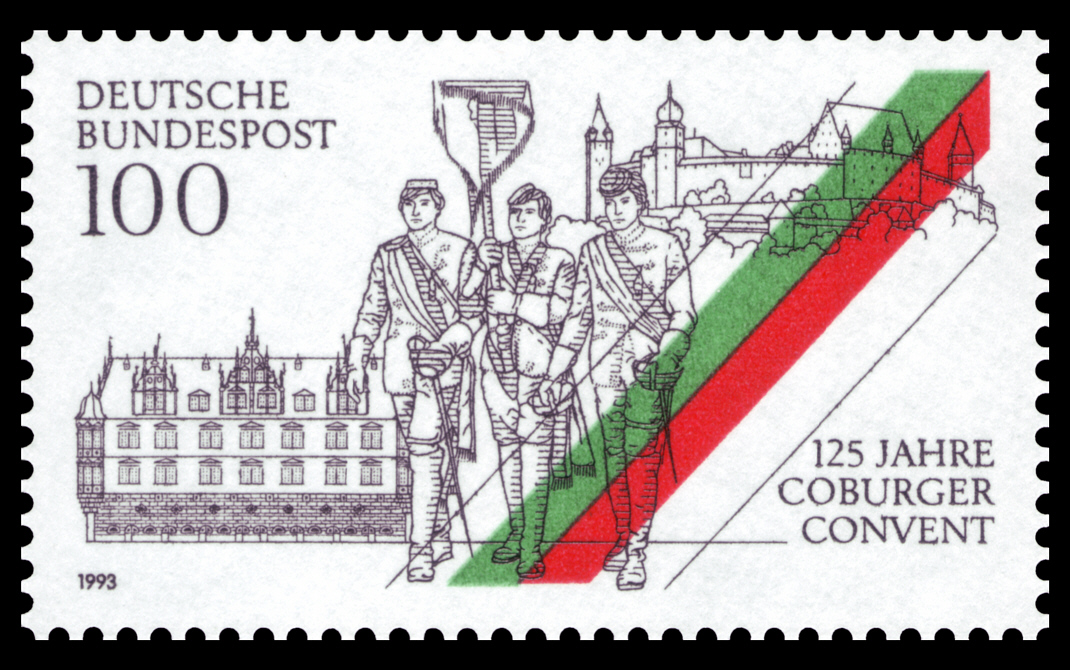
La Stadthaus su un francobollo del 1993

La Stadthaus, in origine sede dell'amministrazione del ducato, si trova nel centro di Coburgo, sul lato nord della piazza del Mercato. L'edificio a tre piani con tetto a due falde, ornato da due erker, è l'edificio rinascimentale più famoso della città.

## Costruzione
Il duca Giovanni Casimiro ordinò la costruzione dell'edificio amministrativo per il governo statale di fronte al municipio sulla piazza del Mercato anziché nella Fortezza di Coburgo. L'edificio rettangolare, a quel tempo largo il doppio dei due municipi contrapposti, fu costruito tra il 1597 e il 1601 sotto la direzione dell'architetto e pittore Peter Sengelaub. Si dice che i costi di costruzione siano stati di 15.000 fiorini.
La facciata del piano terra è divisa da una serie di archi, oculi centrali e piccole finestre superiori. Non c'è un portale nel mezzo dell'edificio, ma solo un semplice ingresso. Un porticato parallelo alla facciata fu creato nel 1957 e termina in Spitalgasse con un portale ad arco con lo stemma più antico di Giovanni Casimiro tenuto da due leoni. I piani superiori sono divisi da cornici. La facciata sulla piazza del mercato ha sette finestre sovrapposte e tre frontoni. Figure di cavalieri in pietra, più grandi delle dimensioni naturali, stanno agli angoli dei frontoni.
I due erker a due piani, disposti agli angoli dell'edificio, sono sorprendenti. Poggiano su una colonna rotonda e una console composta da cinque elementi a forma di imbuto con viticci, figure e scudi araldici. Le balaustre recano stemmi sull'Erker Spitalgasse e rappresentazioni delle virtù Justitia (giustizia), Spes (speranza), Fides (fede) e Caritas (amore) sull'Erker Herrngasse. I cappucci delle streghe chiudono la finestra a bovindo.
L'interno dell'edificio è stato completamente ristrutturato nel 1896 e nel 1957. Sono state conservate solo le volte a stella negli angoli.

## Uso
L'amministrazione del ducato con i college statali era ospitata nell'edificio. Dal 1858 la corte distrettuale di Coburgo ebbe sede nell'edificio. La Stadthaus è stata utilizzata come edificio amministrativo della città dal 1957. C'è una galleria di negozi al piano terra.